# Kàixinka
El Kàixinka {en rus Кашинка) és un riu de Rússia. És un afluent per l'esquerra del Volga. Discorre per l'óblast de Tver.
Neix prop dels pobles de Liskovo i Miakolovo, al nord-est de l'óblast de Tver. El Kàixinka té una llargària de 128 km, amb una conca hidrogràfica de 661 km². El Kàixinka desemboca al Volga a l'alçada de l'embassament d'Úglitx, prop de la ciutat de Kliazin. Passa per la ciutat de Kaixin, i és un riu popular per a les activitats de natació i pesca, atès que passa per moltes zones rurals. Roman glaçat generalment des de novembre fins a abril, i és navegable quan no té gel en els seus darrers 25 km.